# Холматка
Холматка — деревня в Бережанской волости Островского района Псковской области.
Расположена в 32 км к юго-западу от центра города Остров и в 12 км к югу от деревни Дубки.
Численность населения деревни по состоянию на 2000 год составляла 12 человек.
До 3 июня 2010 года деревня входила в состав ныне упразднённой Рубиловской волости с центром в д. Дубки.
В окрестностях деревни находится военно-исторический комплекс "Линия Сталина".